# Campeonato Europeo de Natación de 1983
El XVI Campeonato Europeo de Natación se celebró en Roma (Italia) entre el 22 y el 27 de agosto de 1983 bajo la organización de la Liga Europea de Natación (LEN) y la Federación Italiana de Natación.

## Resultados de natación

### Masculino
| Evento                   | Oro                                                                                  | Plata                                                                             | Bronce                                                                                          |
| ------------------------ | ------------------------------------------------------------------------------------ | --------------------------------------------------------------------------------- | ----------------------------------------------------------------------------------------------- |
| 100 m libre              | Per Johansson · Suecia · 50,20                                                       | Jörg Woithe RDA 50,29                                                             | Sergei Smiriagin URSS 50,35                                                                     |
| 200 m libre              | Michael Grosß RFA 1:47,87                                                            | Jörg Woithe RDA 1:50,18                                                           | Thomas Fahrner RFA 1:50,92                                                                      |
| 400 m libre              | Vladimir Salnikov URSS 3:49,80                                                       | Borut Petrič Yugoslavia 3:51,96                                                   | Darjan Petrič Yugoslavia 3:52,60                                                                |
| 1500 m libre             | Vladimir Salnikov URSS 15:08,84                                                      | Borut Petrič Yugoslavia 15:14,54                                                  | Stefan Pfeiffer RFA 15:16,85                                                                    |
| 100 m espalda            | Dirk Richter RDA 56,10                                                               | Vladimir Shemetov URSS 56,38                                                      | Sergei Zabolotnov URSS 56,95                                                                    |
| 200 m espalda            | Sergei Zabolotnov URSS 2:01,00                                                       | Sándor Wladár · Hungría · 2:01,67                                                 | Frank Baltrusch RDA 2:02,46                                                                     |
| 100 m braza              | Robertas Žulpa URSS 1:03,32                                                          | Adrian Moorhouse Reino Unido 1:03,37                                              | Gerald Mörken RFA 1:04,16                                                                       |
| 200 m braza              | Adrian Moorhouse Reino Unido 2:17,49                                                 | Albán Vermes · Hungría · 2:18,27                                                  | Robertas Žulpa URSS 2:18,72                                                                     |
| 100 m mariposa           | Michael Groß RFA 54,00                                                               | David López-Zubero · España · 54,77                                               | Alexei Markovski URSS 54,81                                                                     |
| 200 m mariposa           | Michael Groß RFA 1:57,05                                                             | Serguéi Fesenko URSS 1:59,74                                                      | Paolo Revelli · Italia · 1:59,84                                                                |
| 200 m cuatro estilos     | Giovanni Franceschi · Italia · 2:02,48                                               | Jens-Peter Bernd RDA 2:02,95                                                      | Josef Hladký Checoslovaquia 2:03,55                                                             |
| 400 m cuatro estilos     | Giovanni Franceschi · Italia · 4:20,41                                               | Jens-Peter Bernd RDA 4:20,81                                                      | Josef Hladký Checoslovaquia 4:23,52                                                             |
| 4 × 100 m libre          | URSS Serguéi Smiriaguin Serguéi Krasiuk Vladimir Tkachenko Alekséi Markovski 3:20,89 | Suecia · Thomas Lejdström · Per Johansson · Per Holmertz · Per Wikström · 3:22,02 | RDA Jörg Woithe Dirk Richter Rainer Sternal Sven Lodziewski 3:23,02                             |
| 4 × 200 m libre          | RFA Thomas Fahrner Alexander Schowtka Andreas Schmidt Michael Groß 7:20,40           | RDA Dirk Richter Jörg Woithe Rainer Sternal Sven Lodziewski 7:23,01               | Italia · Paolo Revelli · Marcello Guarducci · Raffaele Franceschi · Fabrizio Rampazzo · 7:26,01 |
| 4 × 100 m cuatro estilos | URSS Vladimir Shemetov Robertas Žulpa Alekséi Markovski Serguéi Smiriaguin 3:43,99   | RFA Stefan Peter Gerald Mörken Michael Groß Andreas Schmidt 3:44,79               | RDA Dirk Richter Sigurd Hanke Andreas Ott Jörg Woithe 3:45,54                                   |

### Femenino
| Evento                   | Oro                                                                    | Plata | Bronce                                                                                                   |
| ------------------------ | ---------------------------------------------------------------------- | --- | --- |
| 100 m libre              | Birgit Meinecke RDA 55,18                                              | Kristin Otto RDA 55,52                                                                                   | Conny van Bentum · Países Bajos · 55,61                                                                  |
| 200 m libre              | Birgit Meinecke RDA 1:59,45                                            | Astrid Strauß RDA 2:00,16                                                                                | Conny van Bentum · Países Bajos · 2:00,61                                                                |
| 400 m libre              | Astrid Strauß RDA 4:08,07                                              | Anke Sonnenbrodt RDA 4:10,37                                                                             | Irina Laricheva URSS 4:12,90                                                                             |
| 800 m libre              | Astrid Strauß RDA 8:32,12                                              | Anke Sonnenbrodt RDA 8:37,72                                                                             | Sarah Hardcastle Reino Unido 8:40,14                                                                     |
| 100 m espalda            | Ina Kleber RDA 1:01,79                                                 | Cornelia Sirch RDA 1:02,46                                                                               | Carmen Bunaciu Rumania 1:03,08                                                                           |
| 200 m espalda            | Cornelia Sirch RDA 2:12,05                                             | Katrin Zimmermann RDA 2:13,36                                                                            | Larisa Gorchakova URSS 2:14,41                                                                           |
| 100 m braza              | Ute Geweniger RDA 1:08,51                                              | Sylvia Gerasch RDA 1:09,62                                                                               | Tania Bogomilova Bulgaria 1:10,77                                                                        |
| 200 m braza              | Ute Geweniger RDA 2:30,64                                              | Sylvia Gerasch RDA 2:30,67                                                                               | Olga Zelenkova URSS 2:33,10                                                                              |
| 100 m mariposa           | Ines Geißler RDA 1:00,31                                               | Cornelia Polit RDA 1:00,92                                                                               | Cinzia Savi Scarponi · Italia · 1:01,37                                                                  |
| 200 m mariposa           | Cornelia Polit RDA 2:07,82                                             | Ines Geißler RDA 2:08,09                                                                                 | Conny van Bentum · Países Bajos · 2:12,87                                                                |
| 200 m cuatro estilos     | Ute Geweniger RDA 2:13,07                                              | Kathleen Nord RDA 2:15,55                                                                                | Irina Gerasimova URSS 2:16,72                                                                            |
| 400 m cuatro estilos     | Kathleen Nord RDA 4:39,95                                              | Petra Schneider RDA 4:40,34                                                                              | Petra Zindler RFA 4:47,90                                                                                |
| 4 × 100 m libre          | RDA Kristin Otto Susanne Link Cornelia Sirch Birgit Meinecke 3:44,72   | Países Bajos · Annemarie Verstappen · Wilma van Velsen · Elles Voskes · Conny van Bentum · 3:48,24       | RFA Karin Seick Susanne Schuster Iris Zscherpe Ina Beyermann 3:49,86                                     |
| 4 × 200 m libre          | RDA Kristin Otto Astrid Strauss Cornelia Sirch Birgit Meinecke 8:02,27 | RFA Jutta Kalweit Birgit Kowalczik Petra Zindler Ina Beyermann 8:11,69                                   | Países Bajos · Annemarie Verstappen · Jolande van der Meer · Reggie de Jong · Conny van Bentum · 8:12,41 |
| 4 × 100 m cuatro estilos | RDA Ina Kleber Ute Geweniger Ines Geißler Birgit Meinecke 4:05,79      | Países Bajos · Jolanda de Rover · Petra van Staveren · Annemarie Verstappen · Conny van Bentum · 4:12,78 | RFA Svenja Schlicht Ute Hasse Ina Beyermann Karin Seick 4:13,25                                          |

### Medallero
| Núm. | País           | Oro | Plata | Bronce | Total |
| ---- | -------------- | --- | ----- | ------ | ----- |
| 1    | RDA            | 16  | 17    | 4      | 37    |
| 2    | URSS           | 6   | 2     | 8      | 16    |
| 3    | RFA            | 4   | 2     | 5      | 11    |
| 4    | Italia         | 2   | 0     | 3      | 5     |
| 5    | Reino Unido    | 1   | 1     | 1      | 3     |
| 6    | Suecia         | 1   | 1     | 0      | 2     |
| 7    | Países Bajos   | 0   | 2     | 4      | 6     |
| 8    | Yugoslavia     | 0   | 2     | 1      | 3     |
| 9    | Hungría        | 0   | 2     | 0      | 2     |
| 10   | España         | 0   | 1     | 0      | 1     |
| 11   | Checoslovaquia | 0   | 0     | 2      | 2     |
| 12   | Bulgaria       | 0   | 0     | 1      | 1     |
| 12   | Rumania        | 0   | 0     | 1      | 1     |
|      | TOTAL          | 30  | 30    | 30     | 90    |

## Resultados de saltos

### Masculino
| Evento          | Oro                                 | Plata                            | Bronce                              |
| --------------- | ----------------------------------- | -------------------------------- | ----------------------------------- |
| Trampolín 3 m   | Petar Georgiev Bulgaria 619,80 pts. | Nikolai Droshin URSS 618,87 pts. | Chris Snode Reino Unido 610,17 pts. |
| Plataforma 10 m | David Hambardzumian URSS 605,79     | Viacheslav Troshin URSS 563,31   | Steffen Haage RDA 559,41            |

### Femenino
| Evento          | Oro                           | Plata                             | Bronce                                        |
| --------------- | ----------------------------- | --------------------------------- | --------------------------------------------- |
| Trampolín 3 m   | Britta Baldus RDA 494,88 pts. | Tatiana Aliabeva URSS 493,14 pts. | Daphne Jongejans · Países Bajos · 461,10 pts. |
| Plataforma 10 m | Alla Lobankina URSS 455,52    | Anzhela Stasiulevich URSS 448,56  | Ramona Wenzel RDA 410,91                      |

### Medallero
| Núm. | País         | Oro | Plata | Bronce | Total |
| ---- | ------------ | --- | ----- | ------ | ----- |
| 1    | URSS         | 2   | 4     | 0      | 6     |
| 2    | RDA          | 1   | 0     | 2      | 3     |
| 3    | Bulgaria     | 1   | 0     | 0      | 1     |
| 4    | Países Bajos | 0   | 0     | 1      | 1     |
| 4    | Reino Unido  | 0   | 0     | 1      | 1     |
|      | TOTAL        | 4   | 4     | 4      | 8     |

## Resultados de natación sincronizada
| Evento | Oro | Plata | Bronce |
| ------ | --- | --- | --- |
| Solo   | Carolyn Wilson Reino Unido 180,333 pts.                                                                                                 | Muriel Hermine Francia 172,767 pts. | Gudrun Hänisch RFA 172,600 pts. |
| Dúo    | Amanda Dodd Carolyn Wilson Reino Unido 174,667                                                                                          | Gudrun Hänisch Gerlind Scheller RFA 168,634 | Catrien Eijken · Marijke Engelen · Países Bajos · 168,600                                                                                  |
| Equipo | Alison Bowler Amanda Dodd Allison Garratt Caroline Holmyard Helen Page Nicola Shearn Philippa Sutton Carolyn Wilson Reino Unido 168,342 | Catrien Eijken · Marijke Engelen · Petri Engels · Marjolein Philipsen · Margo Siedel · Esther Theisen · Judith van der Berg · Annette van Tol · Países Bajos · 163,577 | Gudrun Hänisch Kirsten Hohlstein Silke Hohlstein Anette Feil Kerstin Jorkisch Christine Lang Gerlind Scheller Annette Schubert RFA 159,381 |

### Medallero
| Núm. | País         | Oro | Plata | Bronce | Total |
| ---- | ------------ | --- | ----- | ------ | ----- |
| 1    | Reino Unido  | 3   | 0     | 0      | 3     |
| 2    | RFA          | 0   | 1     | 2      | 3     |
| 3    | Países Bajos | 0   | 1     | 1      | 2     |
| 4    | Francia      | 0   | 1     | 0      | 1     |
|      | TOTAL        | 3   | 3     | 3      | 9     |

## Resultados de waterpolo
| Evento    | Oro  | Plata   | Bronce |
| --------- | ---- | ------- | ------ |
| Masculino | URSS | Hungría | España |

## Medallero total
| Núm. | País           | Oro | Plata | Bronce | Total |
| ---- | -------------- | --- | ----- | ------ | ----- |
| 1    | RDA            | 17  | 17    | 6      | 40    |
| 2    | URSS           | 9   | 6     | 8      | 23    |
| 3    | RFA            | 4   | 3     | 7      | 14    |
| 4    | Reino Unido    | 4   | 1     | 2      | 7     |
| 5    | Italia         | 2   | 0     | 3      | 5     |
| 6    | Suecia         | 1   | 1     | 0      | 2     |
| 7    | Bulgaria       | 1   | 0     | 1      | 2     |
| 8    | Países Bajos   | 0   | 3     | 6      | 9     |
| 9    | Hungría        | 0   | 3     | 0      | 3     |
| 10   | Yugoslavia     | 0   | 2     | 1      | 3     |
| 11   | España         | 0   | 1     | 1      | 2     |
| 12   | Francia        | 0   | 1     | 0      | 1     |
| 13   | Checoslovaquia | 0   | 0     | 2      | 2     |
| 14   | Rumania        | 0   | 0     | 1      | 1     |
|      | TOTAL          | 38  | 38    | 38     | 114   |